# 德雷伯
德雷伯是德国下萨克森州的一个市镇。总面积46.95平方公里，总人口2864人，其中男性1441人，女性1423人（2011年12月31日），人口密度61人/平方公里。